# Fatty's Plucky Pup
Fatty's Plucky Pup è un cortometraggio del 1919, diretto da Roscoe Arbuckle. 

## Trama
Fatty è un giovane pigro e pasticcione, che fa sempre disperare sua madre, ad esempio provocando un principio di incendio quando fuma a letto, oppure insozzando nel fango il bucato appena fatto. Inoltre è spesso in conflitto con gli accalappiacani, poiché libera sempre i cani da loro catturati.
Un giorno Fatty, la sua fidanzata Lizzie e la madre di lui vanno al parco. Qui Fatty ruba i proventi illeciti di due truffatori al gioco delle tre campanelle, che decidono di vendicarsi rapendo Lizzie con l’aiuto degli accalappiacani. I malviventi portano la ragazza in un casolare isolato, e qui ordiscono un congegno ad orologeria che all’ora stabilita farà fuoco sulla ragazza, legata.
Il cane di Fatty, però, ha seguito i rapitori, e torna per avvertire il padrone, che accorre al casolare con la polizia e riesce ad avere la meglio sui delinquenti e a liberare la ragazza. 